# Antonio González Sicilia

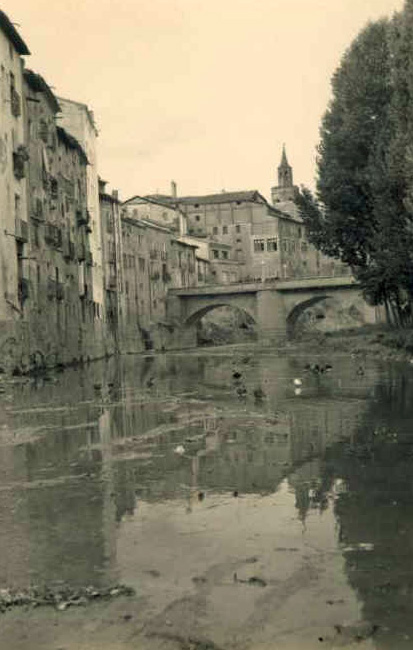
El río Vero a su paso por Barbastro, fotografía de A. G. Sicilia, Ediciones Sicilia.

Antonio González Sicilia (Zaragoza, 1924-2016) fue un fotógrafo zaragozano especializado en el paisaje tanto natural como urbano. Colaboró con varias imprentas dedicadas a la postal como Postales Victoria. En 1952 fundó Ediciones Sicilia en Zaragoza, en la calle Zalmedina, imprenta dedicada a la impresión de postales. La actividad de esta imprenta no se circunscribió sólo al territorio aragonés. Hay que destacar que hubo bastantes casas dedicadas a imprimir postales con sede en Zaragoza, convirtiéndose en un foco editorial para toda España.
Junto al trabajo realizado para su editorial, colaboró con otras editoriales como Editorial Everest o Cayetano Enríquez de Salamanca Editor. En 1969 se publica "El Parque Nacional de Ordesa", libro escrito por Broto Aparicio e ilustrado por A. G. Sicilia, que fue un éxito editorial de la Editorial Everest. El libro tiene una clara vocación turística, pero las fotografías lo han inmortalizado. Otro éxito fue Panoramas del Pirineo Español de 1977, cuyo texto corre a cargo de Cayetano Enríquez de Salamanca. Estos dos libros nos muestran también la relación del autor con el montañismo.
La calidad de la obra fotográfica de A. G. Sicilia se puede seguir recorriendo sus libros. Pero además está su obra en tarjeta postal. Y es importante este legado por cuanto constituía la creación de un espacio común imaginario, pues durante el siglo XX lo normal era escribir una tarjeta postal a la familia y a los amigos cuando se iba de viaje. Como reconocimiento a la calidad y atractivo de su trabajo, se han realizado diversas exposiciones.

## Libros de A. G. Sicilia
- Broto Aparicio, Santiago: El Parque Nacional de Ordesa, Editorial Everest, León, 1969, 160 pp, 12x18 cm [2a edición en 1973][fotografías de Antonio González Sicilia, Fisa, A. Gráfico del Ministerio de Información y turismo]

- Enríquez de Salamanca, Cayetano, y Antonio González Sicilia: Panoramas del Pirineo Español, Enríquez de Salamanca Editor, Las Rozas (Madrid), 1977, ISBN 84-40039123, 160 pp, 22 cm [texto de Cayetano Enríquez de Salanca y fotografías de A. G. Sicilia]

- Enríquez de Salamanca, Cayetano: Por el Pirineo Aragonés. Rutas de la Jacetania, Enríquez de Salamanca Editor, Las Rozas (Madrid), 1974, 177 pp, ISBN 84-40082967 [fotografías de Cayetano Enríquez de Salamanca, Peñarroya, Tramullas, Antonio González Sicilia y Marqués de Santa María del Villar]

- Enríquez de Salamanca, Cayetano: Por el Pirineo Aragonés. Rutas del Sobrarbe y la Ribagorza, Enríquez de Salamanca Editor, Las Rozas (Madrid), 1974, 176 pp, ISBN 84-40018042 [fotografías de Cayetano Enríquez de Salamanca, Antonio González Sicilia, Ministerio de Información y Turismo y Servicio Geográfico del Ejército]

- Enríquez de Salamanca, Cayetano: Por el Pirineo Catalán. Valle de Arán y Parque Nacional de Aigües Tortes, Enríquez de Salamanca Editor, Las Rozas (Madrid), 1975, 176 pp, ISBN 84-40031769 [fotografías de Cayetano Enríquez de Salamanca, Agustín Sanabria, Antonio González Sicilia, Mariano García Gómez, Francesc Tur, Foto Porras, Ministerio de Información y Turismo y Servicio Geográfico del Ejército]

- González Sicilia, Antonio y José Pedro Mozota: Valle de Benasque, Ediciones Sicilia, Zaragoza, 1987, ISBN 848870402X, 48 pp, 21 cm [2a edición en 1994] [texto de J. P. Mozota y fotografías de A. G. Sicilia]

- González Sicilia, Antonio: Valle de Tena y Balneario de Panticosa, Ediciones Sicilia, Zaragoza, 1987, ISBN?, 30 pp, 21 cm [2a edición en 2003]

- González Sicilia, Antonio y Alfredo Royo Abril: El cerrato Palentino, Ediciones Sicilia, Zaragoza, 1989, ISBN?, 52 pp, 22 cm [texto de A. R. Abril y fotografías de A. G. Sicilia]

- González Sicilia, Antonio y Alfredo Royo Abril: El Camino de Santiago Palentino, Ediciones Sicilia, Zaragoza, 1989, ISBN?,?? pp, 22 cm [texto de A. R. Abril y fotografías de A. G. Sicilia]

- Antonio González Sicilia, Alfredo Royo Abril: Aguilar de Campoo (Palencia), Ediciones Sicilia, Zaragoza, 1989, 52 pp, 22 cm, ISBN  84-88704054, [3a edición en 1994][texto de A. R. Abril y fotografías de A. G. Sicilia]

- González Sicilia, Antonio: Parque Nacional de Ordesa y Monte Perdido, Ediciones Sicilia, Zaragoza, 1990

- González Sicilia, Antonio y José Pedro Mozota: Albarracín: ciudad histórica y monumental, Ediciones Sicilia, Zaragoza, 1992, ISBN? [texto de J. P. Mozota y fotografías de A. G. Sicilia]

- Antonio González Sicilia, Piedad Isla: Reserva Nacional de "Fuentes Carrionas" y Cervera de Pisuerga (Palencia), Ediciones Sicilia, Zaragoza, 52 pp, 21x15 cm, 1994, ISBN 84-88704046 [texto de P. Isla y fotografías de A. G. Sicilia]

- González Sicilia, Antonio: Val d'Aran, Ediciones Sicilia, Zaragoza, 1998, ISBN? [2a edición en 2003]

- González Sicilia, Antonio: Parque Nacional de Sant Maurici i Aigüestortes. Pallars Sobirà, Vall de Cardós, Vall Ferrera, Ediciones Sicilia, Zaragoza, 2001, ISBN?

- González Sicilia, Antonio: San Juan de la Peña, Ediciones Sicilia, Zaragoza, 2002, 40 pp, 21x15 cm, ISBN 84-88704089

## Postales
- Colección de fotografías de Barbastro (Huesca) con fotografías de Ediciones Sicilia
- Fundación Joaquín Díaz, colección fotográfica con vistas de Castilla y León, postales de Ediciones Sicilia
- En Flikr, escribiendo "Ediciones Sicilia" encontraremos muchas magníficas postales.

- Datos: Q5698512